# Hodina vlků
Horor Hodina vlků (švédsky Vargtimmen) z roku 1968 je první snímek tvůrčího období režiséra Ingmara Bergmana označovaného jako ostrovní trilogie. Ve filmech z této trilogie (Hodina vlků, Hanba, Náruživost) obecně dominuje téma partnerských vztahů. Konflikt v partnerském soužití hlavních postav malíře Johana (Max von Sydow) a jeho těhotné manželky Almy (Liv Ullmannová) je analogický obdobným konfliktům v Hostech večeře Páně (existenciální otázky zde nahrazuje Johanova psychiatrická porucha a dodatečná přítomnost archetypu mateřství).

## Experimentálnost filmu
Film má neobvyklou strukturu založenou na dlouhém prologu následovaným výrazným předělem uprostřed filmu tvořeným znělkou s titulky. Neobvyklé časové struktury je dosaženo retrospektivní narací Almy. Ve vyprávění se postupně zajímavě stírá hranice mezi realitou a změnami vnímání a prožívání u zjevně nemocného Jonase.
Neobvyklé postupy sdílí i vynikající novátorský způsob práce s kamerou. Kromě neobvyklých kompozic upoutá i místy velmi experimentální charakter volby expozice a citlivosti filmu s výsledným efektem "rozzrnění" (podobný efekt je znám například z Aranofského filmu Pí).

## Název
Profesorka Birgitty Steene odvozuje název filmu ze švédského folklóru, kde podle ní hodina vlků označuje dobu mezi 3. a 5. hodinou - mezi nocí a dnem, kdy se má rodit i umírat nejvíce lidí. Oproti tomu folklorista Bengt af Klintberg v roce 1964 nezjistil, že by tento termín měl nějaké kořeny ve švédském folklóru. Nalezl pouze podobnou hodinu duchů, která nastává mezi půlnocí a jednou hodinou. Profesor Frank Gado i švédský spisovatel a novinář Mattias Hagberg věří, že Bergman si termín vymyslel, možná pod inspirací knihy Stepní vlk (1927) od H. Hesse, kde hlavní hrdina navštěvuje Magické divadlo.
Nejdramatičtější scény filmu spadají právě do hodiny vlků, jejíž průběh je v něm také důrazně výslovně připomínán a díky čemuž se tento termín dostal do širšího povědomí.

## Děj
Děj se zakládá na kriminální zápletce Johanesova záhadného zmizení, jehož okolnosti zpětně popisuje Alma. Atmosféru filmu od počátku výrazně dotváří izolace a rázovitá scenérie ostrova Fårö. Manželé Jonas a Alma jsou pozváni na večírek vyšší společnosti na místní zámek. Atmosféra slavnosti je velmi tíživá a celkově typická pro vrcholného Bergmana. Přítomní (včetně bývalé Jonasovy milenky) se snaží s párem manipulovat a vyvolat partnerský konflikt. Alma odolává a brání se, Jonasovo chování je však již poznamenáno chorobou. Postupně různé děsy a představy začnou Jonase paralyzovat. Jonas ztrácí kontakt s realitou. Tvrdí například, že jej pokousal malý chlapec (vlkodlak), kterého pak zabil a hodil do moře. Jonas začíná trpět poriománií, vrací se do zámku a v závěru Alma utíká za Jonasem v noci do lesa, ale ten se jí nadobro ztrácí.
Další možná interpretace spočívá ve skutečné lykantropii.